# اوموآموا

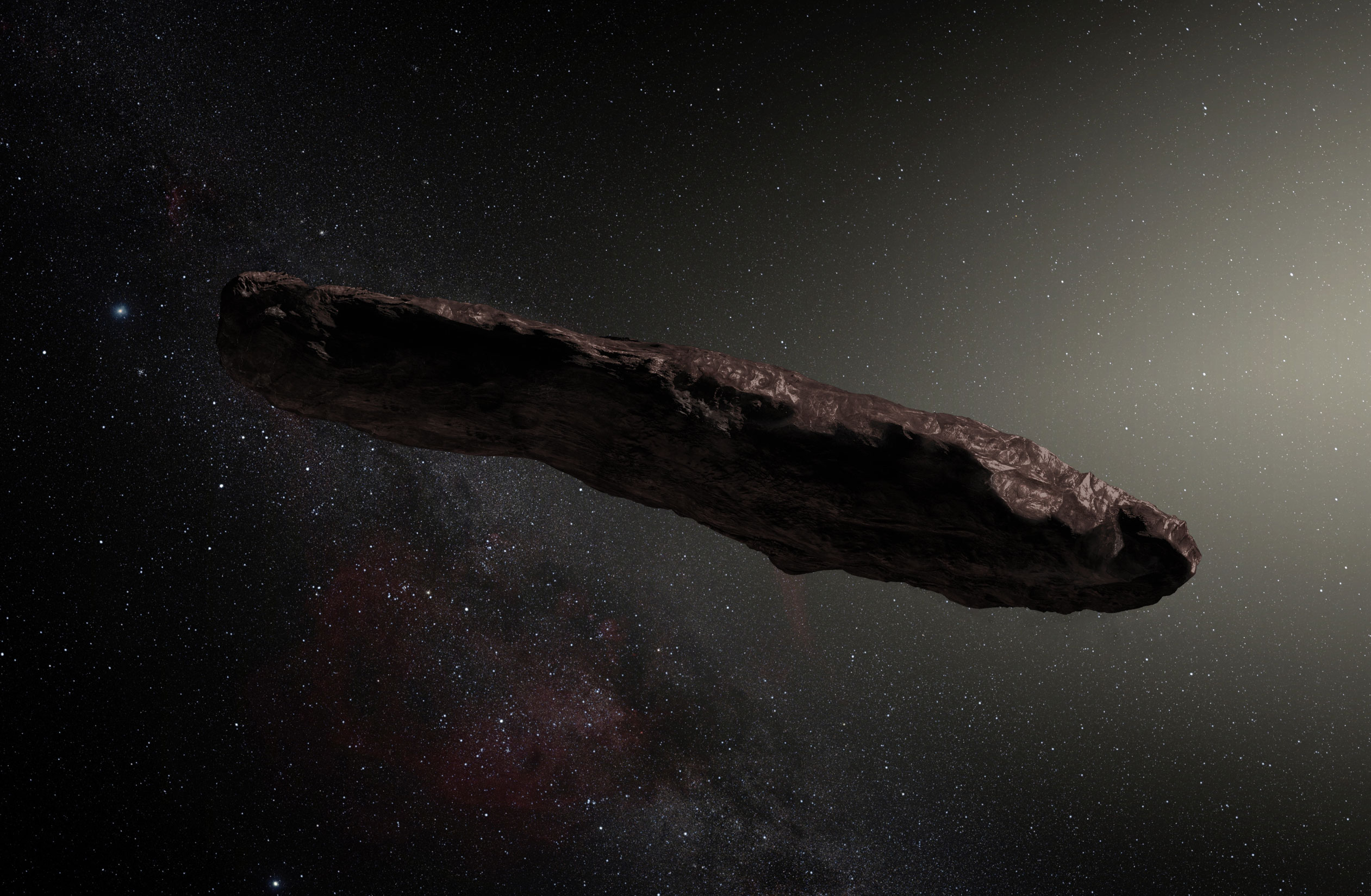
تصویری که برپایه آگاهی‌های اولیه از اوموآموا پنداشته شده بود.(ESO/M. Kornmesser & nagualdesign)

اوموآموا (انگلیسی: ʻOumuamua) (به‌طور رسمی 1I /'Oumuamua ثبت شده؛ و پیش از آن C / 2017 U1 (PANSTARRS) و A / 2017 U1)، نخستین جرم میان‌ستاره‌ای شناخته‌شده‌ای است که مسیر حرکت آن از منظومهٔ خورشیدی می‌گذرد.
اوموآمو در یک مسیر بسیار سهموی توسط رابرت وریک در ۱۹ اکتبر ۲۰۱۷، چهل روز پس از دور زدن خورشید کشف شد. نخستین رصد توسط تلسکوپ Pan-STARRS انجام گردید؛ هنگامی که جسم در فاصلهٔ تنها ۰٫۲ واحد نجومی (۳۰٬۰۰۰٬۰۰۰ کیلومتر; ۱۹٬۰۰۰٬۰۰۰ مایل) از زمین بود انجام شد.
در ابتدا تصور می‌شد که این جسم یک دنباله‌دار است، که یک هفته پسان‌تر به‌عنوان یک سیارک طبقه‌بندی شد. این نخستین سیارک از رده جدیدی از آن‌هاست که به نام سیارک‌های سهموی شناخته می‌شود
دانشمندان دانشگاه هاروارد احتمال می‌دهند جسم شناور در منظومه شمسی موسوم به «اوموآموا» یک سفینه فضایی است که از سوی ساکنان دیگر کهکشان‌ها برای شناسایی زمینیان فرستاده شده است.
https://parsi.euronews.com/2018/11/06/harvard-scientists-say-mysterious-interstellar-oumuamua-object-could-be-an-alien-spacecraf

## نامگذاری

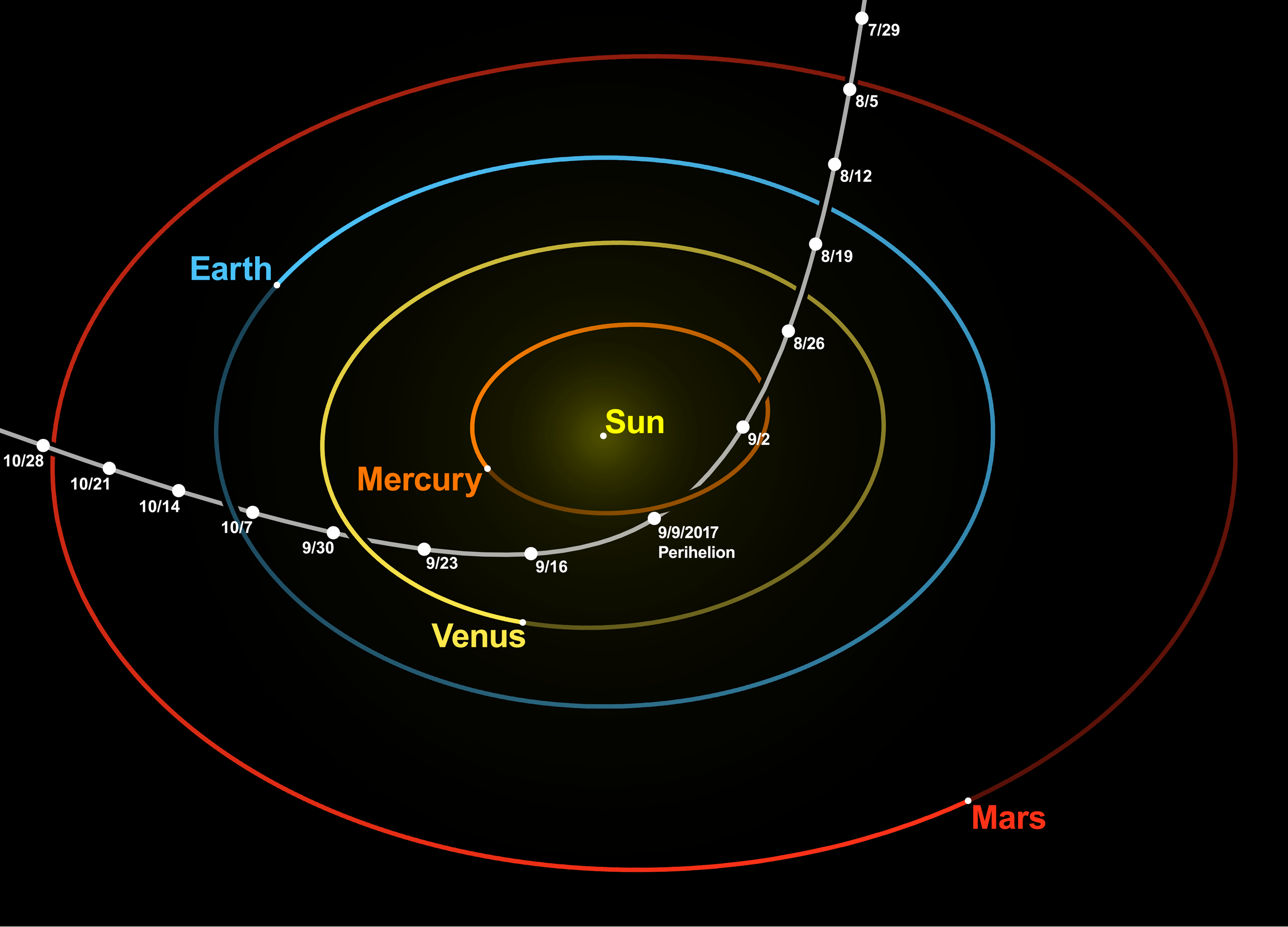
اوموآموا

به‌عنوان نخستین شیء شناخته‌شده از نوع خود، اوموآموا یک مورد منحصربه‌فرد برای اتحادیهٔ بین‌المللی اخترشناسی است که عهده‌دار اختصاص نام برای اشیاء آسمانی می‌باشد. یک شناسهٔ اختصاصی نو، (آی "I") حرف آغازین (Interstellar)، برای جرم‌های میان‌ستاره‌ای ایجاد شد، و اوموآموا به‌عنوان آیِ شمارهٔ یک (1I) تعیین شد.
قوانین مربوط به واجد شرایط بودن اشیاء برای اختصاص یک شمارهٔ (I) به آن‌ها، و نیز نام‌هایی که می‌تواند به این اشیاء میان‌ستاره‌ای اختصاص داده شود، هنوز سرگرم کدگذاری و تدوین است. «فرم‌های درستی که برای اشاره به این جسم وجود دارد: 1I؛ 1I / 2017 U1؛ 1I /'اوموآموا؛ و 1I / 2017 U1 ('Oumuamua)» است.

## مشاهدات
مشاهدات و نتیجه‌گیری‌های مربوط به مسیر «اوموآموا»، عمدتاً با داده‌های تلسکوپ Pan-STARRS1 و تلسکوپ تلسکوپ هاوایی-فرانسه-کانادا (CFHT)، و ترکیب و شکل آن از تلسکوپ وی‌ال‌تی و تلسکوپ جمنای جنوبی در شیلی، و همچنین تلسکوپ کک در هاوایی به دست آمده‌است. این اطلاعات توسط (Karen J. Meech کارن جین میچ)، (رابرت وریک Robert Weryk) و همکاران آن‌ها گردآوری شد و در ماه نوامبر در مجلهٔ نیچر ۲۰ نوامبر منتشر شد.